# Dãy núi Đá
Dãy núi đá (tiếng Ba Lan: Góry Kamienne) là một dãy núi ở Trung tâm Sudetes tại biên giới giữa Cộng hòa Séc và Ba Lan.